# Cubanichthys
Cubanichthys  (Etymologie: „Cuba“ + „ichthys“ = Fisch) ist eine Gattung der Zahnkärpflinge (Cyprinodontiformes) mit jeweils einer auf Kuba und Jamaika endemischen Art.

## Merkmale
Cubanichthys-Arten werden 6 bis 8 cm lang und haben einen eher gedrungenen Körper. Der Anfang der Rückenflossenbasis liegt vor dem der Afterflosse. Die Flossen der Männchen sind vergrößert. Die vier diagnostischen Merkmale, die die Gattung von anderen Zahnkärpflingsgattungen unterscheidet, betreffen die Schädelmorphologie. So hat das Supraoccipitale (Schädelknochen) einen vergrößerten Grat und eine dritte sensorische Pore, das Autopalatinum, ein paariger Knochen im Gaumen der Fische, ist vergrößert und das Posttemporale (Hinterschläfenknochen) hat keinen verknöcherten unteren Ast. Ein Scheitelbein ist vorhanden. Die Anzahl der Wirbel beträgt 27; die Anzahl der Schuppen entlang der Seitenlinie liegt bei 24 bis 26 und die Anzahl der Branchiostegalstrahlen beträgt 6.
- Flossenformel: Dorsale ii/9, Anale i/9, Ventrale 6, Pectorale 18, Caudale 7/10/7.

## Systematik
Die kubanische Art wurde 1903 durch den deutsch-US-amerikanischen Ichthyologen Carl H. Eigenmann unter der wissenschaftlichen Bezeichnung Fundulus cubensis beschrieben. 1926 wurde für diese Art die Gattung Cubanichthys durch den Ichthyologen Carl Leavitt Hubbs eingeführt. 1939 beschrieb der Zoologe Henry Weed Fowler die jamaikanische Art als Chriopeoides pengelleyi. Parenti synonymisierte im Jahr 1981 Chriopeoides mit Cubanichthys und stellte für die Gattung eine separate Unterfamilie (Cubanichthyinae) innerhalb der Cyprinodontidae auf. Die Cubanichthyinae wurden Mitte 2017 in den Rang einer eigenständigen Familie erhoben. Dies wurde von FishBase und Eschmeyer’s Catalog of Fishes, zwei Online-Datenbanken zur Fischsystematik, jedoch nicht übernommen.

## Arten
- Cubanichthys cubensis (Eigenmann, 1903), Kuba
- Cubanichthys pengelleyi (Fowler, 1939), Jamaika